# Operclipygus variabilis
Operclipygus variabilis  (лат.) — вид мелких жуков-карапузиков из семейства Histeridae (Histerinae, Exosternini). Южная Америка: Боливия, Бразилия, Эквадор (Orellana). Длина 1,40—1,47 мм, ширина 1,03—1,06 мм. Пронотальный диск с фрагментами латеральных субмаргинальных бороздок, обычно присутствующих в районе его передних углов. Цвет красновато-коричневый. Вид был впервые описан в 2013 году энтомологами Майклом Катерино (Michael S. Caterino) и Алексеем Тищечкиным (Santa Barbara Museum of Natural History, Санта-Барбара, США). Вид O. variabilis был отнесён к группе видов Operclipygus dubius, близок к видам Operclipygus andinus и Operclipygus validus, отличаясь строением гениталий.